# Mała Synagoga w Tykocinie
Mała Synagoga w Tykocinie, zwana również Domem Talmudycznym – synagoga znajdująca się na Kaczorowie w Tykocinie przy ulicy Koziej, w sąsiedztwie Małego Rynku i Wielkiej Synagogi. 
Synagoga została zbudowana w latach 1772–1798. Obok sali modlitewnej znajdowały się również pomieszczenia domu talmudycznego oraz szkoły kahalnej. Podczas II wojny światowej Niemcy doszczętnie zdewastowali synagogę.
Po zakończeniu wojny, przez wiele lat budynek synagogi stał w stanie zupełnej ruiny. W latach 1974–1978 przeprowadzono gruntowny remont, jak i przebudowę synagogi. Od 1977 roku stanowi siedzibę Muzeum w Tykocinie. 
Posiada bogate zbiory judaiców oraz stałą wystawę poświęconą postaci Zygmunta Glogera - etnografa i krajoznawcy, autora Encyklopedii staropolskiej, mieszkającego w pobliskim Jeżewie - majątku rodzinnym oraz galerię prac Zygmunta Bujnowskiego - malarza Ziemi Tykocińskiej. 
Muzeum jest również organizatorem wystaw czasowych, imprez popularyzujących tradycję Tykocina i jego mieszkańców - Polaków i Żydów. W podziemiach synagogi znajduje się restauracja "Tejsza" serwująca kuchnię żydowską oraz regionalną.
Murowany budynek synagogi wzniesiono na planie prostokąta, w stylu barokowym. Jest nakryty dwuspadowym łamanym dachem z naczółkami i lukarnami. Po przebudowie w miejscu Aron ha-kodesz wykuto nowe wejście.